# Monika Weigertová

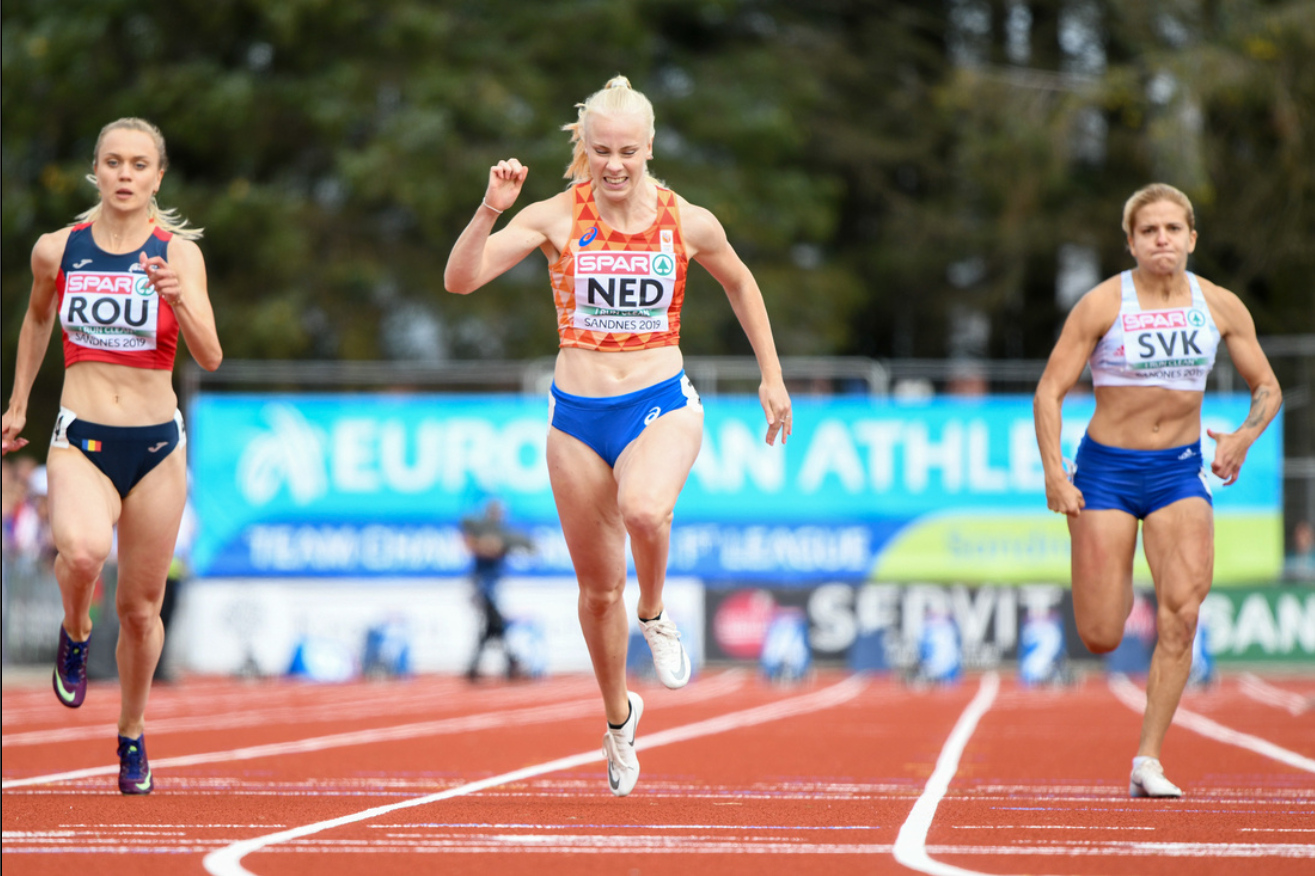
Monika Weigertová (ganz rechts, 2019)

Monika Weigertová (* 20. März 1992 in der Tschechoslowakei) ist eine slowakische Leichtathletin, die sich auf den Sprint spezialisiert hat.

## Sportliche Laufbahn
Erste internationale Erfahrungen sammelte Monika Weigertová im Jahr 2009, als sie bei den Jugendweltmeisterschaften in Brixen im 100-Meter-Lauf mit 12,58 s in der ersten Runde ausschied und auch im 100-Meter-Hürdenlauf kam sie mit 14,80 s nicht über den Vorlauf hinaus. Anschließend schied sie auch beim Europäischen Olympischen Jugendfestival (EYOF) in Tampere mit 12,44 s und 14,76 s in der Vorrunde aus. 2015 schied sie bei den Halleneuropameisterschaften in Prag im 60-Meter-Lauf mit 7,52 s im Vorlauf aus und auch 2019 kam sie bei den Halleneuropameisterschaften in Glasgow mit 7,54 s nicht über die erste Runde hinaus. Anschließend erreichte sie bei den Europaspielen in Minsk nach 11,82 s Rang 23 über 100 Meter. 2021 erreichte sie dann bei den Halleneuropameisterschaften in Toruń das Halbfinale über 60 Meter und schied dort mit 7,42 s aus. Im Jahr darauf schied sie dann bei den Hallenweltmeisterschaften in Belgrad mit 7,43 s im Vorlauf aus. 2023 wurde sie bei der 2. Liga der Team-Europameisterschaft im Rahmen der Europaspiele in Chorzów in 11,51 s Fünfte über 100 Meter und gelangte mit der 4-mal-100-Meter-Staffel mit 44,69 s auf Rang zwei im B-Lauf. Im Jahr darauf schied sie dann bei den Hallenweltmeisterschaften in Glasgow mit 7,35 s in der Vorrunde über 60 Meter aus.
In den Jahren von 2019 bis 2021 und 2023 wurde Weigertová slowakische Meisterin im 100-Meter-Lauf sowie 2019 auch über 200 Meter. Zudem wurde sie von 2019 bis 2021 und 2024 Hallenmeisterin über 60 Meter und 2015 in der 4-mal-200-Meter-Staffel.

## Persönliche Bestleistungen
- 100 Meter: 11,41 s (+1,2 m/s), 8. Juni 2023 in St. Pölten
  - 60 Meter (Halle): 7,27 s, 28. Januar 2024 in Bratislava
- 200 Meter: 23,80 s (+0,9 m/s), 5. September 2021 in Břeclav
  - 200 Meter (Halle): 26,11 s, 26. Februar 2012 in Bratislava